# René Cornu
René Léopold Cornu (Fismes, 11 aprile 1929 – Meudon, 23 marzo 1986) è stato un nuotatore francese.

## Biografia
Vinse la medaglia di bronzo nella disciplina 4x200m stile libero ai Giochi della XIV Olimpiade vinse in compagnia di Joseph Bernardo, Henri Padou e Alex Jany,  meglio di loro le nazionali ungherese e statunitense a cui andò l'oro.